# ポン付けタービン
ポン付けタービン（ポンづけタービン）とは、ほとんど無加工で既存（純正）のターボチャージャーと置き換えることができるタイプのアフターマーケットのターボチャージャーのことである。
基本的にパワーアップを目的とした製品であり、この交換によって出力特性を変化させることができる。
また、本来過給器を装備していない車両に、無加工でターボを追加できるボルトオンターボのことを「ポン付けターボ」と呼ぶこともある。

## 概要
タービンのサイズとしては、ノーマルよりは大きい、しかしエンジン腰下（シリンダーブロック、ピストン、コンロッド、クランクシャフト）に手を入れずに装着できるサイズである。また、そのほとんどがノーマル状態のインレットやエキゾーストマニホールドに装着できたり、アタプターを噛ませることにより、社外品のエキマニに交換せずに装着できるという特性も持っている。
装着（交換）自体はいわゆるポン付けであるが、通常は装着しただけではそのターボチャージャーの性能を満足に引き出すことはできず、ECUマップの変更や燃料ポンプ、インジェクターの容量向上、吸排気系の見直しなど、いわゆるチューニングが必要となる。
現在該当するのはHKSのGT-SS、GT-RSやTRUSTのTZシリーズなどが上げられる。

## 位置付け
HKSのGT25シリーズがその手軽さからシルビアユーザーに大ヒット、それに追随し各社外パーツメーカーも各車用のポン付けタービンキットを生み出すに至った。その過程にはタービンキット以外にほとんど追加コストがかからないという手軽さもあるが、街乗り兼用車でもストレスにならない程度の低回転域のトルクが確保できるという特性もあった。
そのまま技術革新が進んでいった結果として「低回転域のトルクの若干の低下と中間域で盛り上がるパワー」ではなく「低回転からノーマルを上回り、高回転域でも落ち込まない」という特性を持つまでに至った。こうした特性は（街乗りに限定すれば）、街乗りが苦しくなる傾向の強いビッグシングルターボ仕様と比較して大きなメリットとなる。
こうした特性を得た事により、ブーストアップよりこれらの装着を推奨するチューナーも現れている。